# Woodland (Mississippi)
Woodland é uma vila localizada no estado americano de Mississippi, no Condado de Chickasaw.

## Demografia
Segundo o censo americano de 2000, a sua população era de 159 habitantes.
Em 2006, foi estimada uma população de 156, um decréscimo de 3 (-1.9%).

## Geografia
De acordo com o United States Census Bureau tem uma área de
1,5 km², dos quais 1,5 km² cobertos por terra e 0,0 km² cobertos por água. Woodland localiza-se a aproximadamente 102 m acima do nível do mar.

## Localidades na vizinhança
O diagrama seguinte representa as localidades num raio de 28 km ao redor de Woodland.